# Parafia Wszystkich Świętych w Jastrzębiu-Zdroju
Parafia pw. Wszystkich świętych w Szerokiej – parafia rzymskokatolicka w dekanacie jastrzębskim górnym w sołectwie Szeroka, będącym częścią Jastrzębia-Zdroju.

## Historia
Została erygowana na przełomie XIII i XIV wieku.
Została wymieniona w spisie świętopietrza sporządzonym przez archidiakona opolskiego Mikołaja Wolffa w 1447 pośród innych parafii archiprezbiteratu (dekanatu) w Żorach pod nazwą Tunsdorff.
Na miejscu starego drewnianego kościoła zniszczonego najprawdopodobniej podczas wojen husyckich, w 1520 roku powstała nowa, drewniana świątynia – na którą budulec przekazał ówczesny sołtys. W czasie reformacji kościół przejęli protestanci. Po odzyskaniu go przez katolików parafia jeszcze funkcjonowała. Jednak wieś była zbyt biedna, aby utrzymać proboszcza. Dlatego zgodnie z dekretem cesarskim w 1628 roku przestała być parafią. Kościół w Szerokiej zaś stał się filią parafii św. Michała Archanioła w Krzyżowicach.
Wykopanie fundamentów pod obecny kościół miało miejsce w kwietniu 1796 roku, uroczystego poświęcenia kamienia węgielnego dokonano 21 kwietnia tego samego roku. Ceremonii dokonał inwestor budowy, ks. Ignacy Alojzy Skrzyszowski. Gotowy murowany, choć jeszcze w stanie surowym kościół stanął w 1801 roku. Jego poświęcenie zaś nastąpiło w 1803 r.
Po wybudowaniu kościoła zaczęto myśleć o ponownym utworzeniu parafii w Szerokiej. Po długich staraniach – 5 czerwca 1858 arcybiskup wrocławski wydał stosowny dokument o erygowaniu parafii Wszystkich Świętych w Szerokiej. Pod koniec 1859 roku rozpoczęto budowę budynku mieszkalnego i gospodarczego.
W latach 80. XX w. za sprawą ks. proboszcza Antoniego Latko, rozpoczęto budowę domu katechetycznego, który poświęcony został wraz z grotą Matki Bożej Lourdzkiej 11 lutego 1985 roku.
28 października 2000 roku ks. bp Stefan Cichy dokonał konsekracji ołtarza i pobłogosławił cztery nowe dzwony. Stare podarowano parafii Matki Bożej Różańcowej w Lędzinach.
Zgodnie z dekretem ks. abp. Wiktora Skworca, dnia 28 lipca 2013, ks. proboszcz Joachim Kloza został proboszczem parafii NMP Królowej Aniołów w Chudowie, a na jego miejsce został obsadzony ks. Andrzej Piszczek, dawny proboszcz parafii w Siemianowicach Śląskich-Bańgowie.

## Proboszczowie
- ks. Jan Mencler (1924-1935)
- ks. Henryk Jośko (1935–1938)
- ks. Władysław Kręczkowski (1938-1948)
- ks. Jan Michalik administrator (1948-1957), proboszcz (1957-1965)
- ks. Oswald Reimann administrator (1965-1978)
- ks. Antoni Łatko (1978-1995)
- ks. Joachim Kloza administrator (1995–1996), proboszcz (1996-2013)
- ks. Andrzej Piszczek (2013- 2015)
- ks. Jerzy Wójcik (2015-nadal)[3]